# Arthur K. Barnes
Arthur Kelvin Barnes (geboren am 6. Dezember 1909 in Bellingham, Washington; gestorben am 11. März 1969 in Los Angeles) war ein US-amerikanischer Science-Fiction-Autor.
Barnes studierte an der University of California in Los Angeles und veröffentlichte, beginnend 1931 mit Lord of the Lightning in Wonder Stories, bis 1945 eine Reihe von Kurzgeschichten in den Pulp-Magazinen der Epoche, einige davon in Zusammenarbeit mit Henry Kuttner.
Seine bekanntesten Geschichten kreisen um die interstellare Jägerin Gerry Carlyle, die auf fremden Welten unterwegs ist, um dort exotische Tiere für den London Interplanetary Zoo einzufangen. Die Serie wurde ursprünglich in Thrilling Wonder Stories abgedruckt. 1957 erschien eine Sammlung der Gerry-Carlyle-Geschichten als Fix-up unter dem Titel Interplanetary Hunter, eine Sammlung aller Geschichten 2007 als The Complete Interplanetary Huntress: The Adventures of Gerry Carlyle.
Einige Texte von Barnes erschienen auch unter dem Verlagspseudonym Kelvin Kent, darunter 12 Peter-Manx-Zeitreisegeschichten zusammen mit Henry Kuttner. Barnes’ Erzählungen wurden auch ins Deutsche und Italienische übersetzt.

## Bibliografie
Gerry Carlyle (Kurzgeschichten)
- Green Hell (in: Thrilling Wonder Stories, June 1937)
- The Hothouse Planet (in: Thrilling Wonder Stories, October 1937; auch: The Hothouse World, 2007)
  - Deutsch: Jagd im Weltall. In: Jagd im Weltall. Pabel (Utopia Zukunftsroman #106), 1957.
- The Dual World (in: Thrilling Wonder Stories, June 1938)
- Satellite Five (in: Thrilling Wonder Stories, October 1938)
  - Deutsch: Jagd im Weltall (2). In: Jagd im Weltall. Pabel (Utopia Zukunftsroman #106), 1957.
- Trouble on Titan (in: Thrilling Wonder Stories, February 1941)
  - Deutsch: Jenseits des Mondes (2). In: Jenseits des Mondes. Pabel (Utopia Zukunftsroman #107), 1957.
- Siren Satellite (in: Thrilling Wonder Stories, Winter 1946)
  - Deutsch: Jenseits des Mondes. In: Jenseits des Mondes. Pabel (Utopia Zukunftsroman #107), 1957.
- Interplanetary Hunter (1946, 2 Teile)
- Interplanetary Hunter (1956)
- The Complete Interplanetary Huntress: The Adventures of Gerry Carlyle (2007)

Tony Quade & Gerry Carlyle:
- The Energy Eaters (in: Thrilling Wonder Stories, October 1939; mit Henry Kuttner)
- The Seven Sleepers (in: Thrilling Wonder Stories, May 1940; mit Henry Kuttner)
  - Deutsch: Almussens Komet. Übersetzt von Helmut and Edith Bittner. Pabel (Utopia Zukunftsroman #111), 1958.

Pete Manx (Kurzgeschichten)
- Roman Holiday (in: Thrilling Wonder Stories, August 1939; mit Henry Kuttner)
- Knight Must Fall (in: Thrilling Wonder Stories, June 1940)
- Science Is Golden (in: Thrilling Wonder Stories, April 1940; mit Henry Kuttner)
- The Greeks Had a War for It (in: Thrilling Wonder Stories, January 1941)
- De Wolfe of Wall Street (in: Thrilling Wonder Stories, February 1943)
- Grief of Bagdad (in: Thrilling Wonder Stories, June 1943)

Kurzgeschichten
1931:
- Lord of the Lightning (in: Wonder Stories, December 1931)

1932:
- The Challenge of the Comet (in: Wonder Stories, February 1932)
- Guardians of the Void (in: Wonder Stories Quarterly, Fall 1932)

1933:
- The Mole-Men of Mercury (in: Wonder Stories, December 1933)

1936:
- Emotion Solution (in: Wonder Stories, April 1936)
- The House That Walked (in: Astounding Stories, September 1936; mit Norbert Davis)

1937:
- Hell’s Dancing Master (in: Dime Mystery Magazine, January 1937; mit Norbert Davis)
- Prometheus (in: Amazing Stories, February 1937)
- Wings of the Harpy (in: Thrilling Mystery, June 1937)

1939:
- Ironing-Board Derby (in: Popular Sports Magazine, June 1939; mit Henry Kuttner)

1940:
- Day of the Titans (in: Thrilling Wonder Stories, February 1940)
- Waters of Wrath (in: Thrilling Wonder Stories, October 1940)

1941:
- Forgotten Future (in: Science Fiction, January 1941)
- The Little Man Who Wasn’t There (in: Thrilling Wonder Stories, March 1941)

1942:
- Guinea Pig (in: Captain Future, Spring 1942)

1945:
- Fog Over Venus (in: Thrilling Wonder Stories, Winter 1945)